# Brandon Armstrong
Pour les articles homonymes, voir Armstrong.
Brandon Armstrong, né le 16 juin 1980 à San Francisco (Californie), aux États-Unis, est un joueur américain de basket-ball. Il évolue au poste d'arrière.

## Records sur une rencontre en NBA
Les records personnels de Brandon Armstrong en NBA sont les suivants, :
| Type de statistique        | Saison régulière | Saison régulière          | Saison régulière | Playoffs | Playoffs             | Playoffs      |
| Type de statistique        | Record           | Adversaire                | Date             | Record   | Adversaire           | Date          |
| -------------------------- | ---------------- | ------------------------- | ---------------- | -------- | -------------------- | ------------- |
| Points                     | 14               | @ Hawks d'Atlanta         | 12 avril 2004    | 2        | 3 fois               | 3 fois        |
| Paniers marqués            | 6                | 2 fois                    | 2 fois           | 1        | 3 fois               | 3 fois        |
| Paniers tentés             | 12               | @ Bulls de Chicago        | 23 mars 2004     | 3        | 2 fois               | 2 fois        |
| Paniers à 3 points réussis | 2                | 7 fois                    | 7 fois           | -        | -                    | -             |
| Paniers à 3 points tentés  | 5                | Hawks d'Atlanta           | 4 avril 2004     | 1        | @ Pistons de Détroit | 3 mai 2004    |
| Lancers francs réussis     | 2                | 4 fois                    | 4 fois           | -        | -                    | -             |
| Lancers francs tentés      | 3                | Magic d'Orlando           | 7 décembre 2002  | -        | -                    | -             |
| Rebonds offensifs          | 3                | @ Clippers de Los Angeles | 22 novembre 2001 | 1        | Knicks de New York   | 17 avril 2004 |
| Rebonds défensifs          | 3                | 2 fois                    | 2 fois           | 1        | Knicks de New York   | 17 avril 2004 |
| Rebonds totaux             | 4                | @ Bulls de Chicago        | 23 mars 2004     | 2        | Knicks de New York   | 17 avril 2004 |
| Passes décisives           | 4                | @ Celtics de Boston       | 26 mars 2004     | 1        | 3 fois               | 3 fois        |
| Interceptions              | 2                | 4 fois                    | 4 fois           | 1        | @ Knicks de New York | 25 avril 2004 |
| Contres                    | 1                | 4 fois                    | 4 fois           | -        | -                    | -             |
| Balles perdues             | 4                | @ Bulls de Chicago        | 23 mars 2004     | -        | -                    | -             |
| Minutes jouées             | 22               | @ Bulls de Chicago        | 23 mars 2004     | 7        | Knicks de New York   | 20 avril 2004 |

- Double-double : 0
- Triple-double : 0